# Оке Едвардсон
Оке Едвардсон (на шведски: Åke Edvardson) е шведски журналист, преподавател и писател, автор на бестселъри в жанра трилър.

## Биография и творчество
Оке Едвардсон е роден на 10 март 1953 г. в Екшьо, Смоланд, Швеция. Израства в Севшьо и Вригстад. Завършва университета на Гьотеборг с бакалавърска степен по литература.
Повече от 20 години е журналист във водещите шведски ежедневници, включително и като журналист и пресаташе на Обединените нации в Близкия и Средния изток. Работил е като преподавател в Журналистическия факултет на Гьотеборгския университет. Става професор по журналистика и е съавтор на два учебника.
В началото на 90-те започва да пише криминални романи. Първият от тях е трилърът „Till allt som varit dött“ от поредицата „Частен детектив Йонатан Вайд“, издаден през 1995 г. Той става бестселър в Швеция и е удостоен с наградата за дебют на Шведската академия на криминалните писатели.
През 1997 г. излиза първият трилър, „Dans med en Ängel“ (Танц с ангел), от неговата емблематична поредица „Ерик Винтер“. Главният герой инспектор Ерик Винтер и неговия екип се занимават с най-тежките убийства. Романът получава голямата награда на Шведската академия на криминалните писатели, а литературната критика го определя като достойната конкуренция на писателя на трилъри Хенинг Манкел. През 2001 г. по романите от поредицата е направен шведско-финландския телевизионен сериал от 6 епизода „Комисар Винтер“ с участието на Йохан Гри и Кристер Хенриксон. През 2010 г. в Швеция е филмиран нов едноименен ТВ сериал от 8 епизода с участието на Магнус Крепер и Петер Андерсон.
Оке Едвардсон живее със съпругата и двете си дъщери в Гьотеборг.

## Произведения

### Самостоятелни романи
- Genomresa (1999)
- Jukebox (2003)
- Samurajsommar (2005)
- Drakmånad (2006)
- Vänaste land (2006)
- Svalorna flyger så högt att ingen längre kan se dem (2010)
- Marconi park (2013)

### Серия „Ерик Винтер“ (Erik Winter)
1. Dans med en Ängel (1997) – голямата награда на Шведската академия на криминалните писатели
2. Rop från långt avstånd (1998)
3. Sol och skugga (1999)
Слънце и сянка, изд.: „Унискорп“, София (2007), прев. Вера Ганчева
4. Låt det aldrig ta slut (2000)
Танцът на смъртта, изд.: „Унискорп“, София (2007), прев. Румяна Любенова
5. Himlen är en plats på jorden (2001) – голямата награда на Шведската академия на криминалните писатели
6. Segel av sten (2002)
7. Winterland (2003) – сборник разкази
8. Rum nummer 10 (2005)
9. Vänaste land (2006)
10. Nästan död man (2007)
11. Den sista vintern (2008)
12. Hus vid världens ände (2012)

### Серия „Частен детектив Йонатан Вайд“ (Privatdetektiv Jonathan Wide)
1. Till allt som varit dött (1995) – награда за дебют на Шведската академия на криминалните писатели
2. Gå ut min själ (1996)
3. Möt mig i Estepona (2011)

### Документалистика
- Göra tidning (1994) – учебник, с Пер Андерсон-Ек и Кент Андреассон
- Börja skriva (1995) – учебник, с Пер Андерсон-Ек и Кент Андреассон

### Филмография
- 2001 Kommissarie Winter – ТВ сериал, 6 серии
- 2010 Kommissarie Winter – ТВ сериал, 8 серии